# Dalbergia havilandii
Dalbergia havilandii är en ärtväxtart som beskrevs av David Prain. Dalbergia havilandii ingår i släktet Dalbergia, och familjen ärtväxter. Inga underarter finns listade i Catalogue of Life.